# 개념 법학
역사법학의 체계화의 경향을 철저하게 한 것이 독일의 개념 법학(槪念法學)이다. 푸흐타(Puchta)로부터 명확한 형태를 가지게 되었으며, 초기의 예링을 거쳐서 민법학에서는 빈트샤이트(Windscheid), 공법학에서는 라반트에 이르러 가장 전형적으로 나타난 경향이다.
개념 법학은 법과 법률학의 자율성을 강조한 나머지 법을 자기완결적인 체계로서 보고, 법의 배후에 있는 윤리적·정치적·경제적 요소를 고찰에서 배제하고, 기존의 법규범에서 이론적 조작에 의하여 일반적 법개념을 추출하고, 또한 일반적 법개념 상호간의 체계적 연관을 확립하는 데에 전념하고, 체계가 서게 되면 사건을 개념에 포섭하는 논리적 조작만으로 모든 사건은 즉시 법률적으로 해결된다고 믿는다. 이러한 형식성·체계성 때문에 개념 법학은 분쟁 해결에 관한 예견 가능성을 높여 그 중립성을 유지하는 데 공헌하였으나, 다른 한 면으로는 사회적 현실에서 유리된 해결을 가져오는 경향을 갖게 되었다.

## 같이 보기
- 법학